# Stamnodes rufescentus
Stamnodes rufescentus är en fjärilsart som beskrevs av Da-yong 1986. Stamnodes rufescentus ingår i släktet Stamnodes och familjen mätare. Inga underarter finns listade i Catalogue of Life.